# 革命共产主义联盟 (法国1896年)
革命共产主义联盟（法語：Alliance communiste révolutionnaire，缩写为ACR），又称共产主义联盟（Alliance communiste，缩写为AC）是法国历史上的一个社会主义政党。
该党成立于1896年，分裂自革命社会主义工人党。1897年，该党加入爱德华·瓦扬领导的中央革命委员会，作为后者内部的一个半自治团体存在。1898年，中央革命委员会改组为革命社会党；革命社会党是当时法国第二大马克思主义政党，仅次于茹尔·盖得领导的法国工人党。1901年，革命社会党与法国工人党合并为革命社会主义团结；同时，该党解散。